# 人とコウモリ/日曜日の夜
「人とコウモリ/日曜日の夜」（ひととこうもり / にちようびのよる）は、キンモクセイの7作目のシングル。2003年9月17日発売。発売元はBMGファンハウス。

## 解説
キンモクセイ初の両A面シングル。「人とコウモリ」「日曜日の夜」両曲のプロモーションビデオは、東京キネマ倶楽部にて撮影された。
「人とコウモリ」のPVには蒼井優が出演している。

## トラック
1. 人とコウモリ [4:17]
（作詞:伊藤俊吾、作曲:白井雄介、編曲:佐橋佳幸）
2. 日曜日の夜 [5:23]
（作詞:伊藤俊吾・後藤秀人、作曲:後藤秀人、編曲:キンモクセイ・鈴木茂）
3. 密室 午前1時14分 [6:06]
（作詞・作曲:伊藤俊吾、編曲:キンモクセイ）

## 収録アルバム
- 風の子でいたいね (#1,2)
- ベスト・コンディション 〜kinmokusei single collection〜 (#1,2)